# S/2025 U 1
S/2025 U 1 es una de las lunas más pequeñas conocidas de Urano, con un diámetro estimado entre 8 y 10 km. Fue reportado el 19 de agosto de 2025 por un equipo de astrónomos dirigido por Maryame El Moutamid, quienes encontraron la luna en imágenes del instrumento NIRCam del Telescopio Espacial James Webb tomadas el 2 de febrero de 2025. Orbita a alrededor de 56,250 km del centro de Urano (entre las órbitas de Ofelia y Bianca) con un período orbital de 9.6 horas (0.402 días). Al igual que las otras lunas interiores de Urano, sigue una órbita casi circular a lo largo del plano ecuatorial de Urano. Debido a su pequeño tamaño, se ve demasiado débil con una magnitud aparente en el infrarrojo cercano (banda H) de 25.5, demasiado débil para ser vista por el telescopio espacial Hubble y la nave espacial Voyager 2.

## Nombre
S/2025 U 1 es la designación provisional de esta luna que aún no ha sido nombrada. Por convención, las lunas de Urano reciben nombres de personajes de las obras de William Shakespeare y Alexander Pope. Se le será asignada un nombre una vez que sea aprobado por la Unión Astronómica Internacional (UAI). El codescubridor Mark R. Showalter declaró en un artículo de la revista NewScientist que "se ha debatido [un nombre para S/2025 U 1], pero aún no hay una lista de candidatos".

Imagen time-lapse del JWST de S/2025 U 1 (en un círculo) orbitando Urano, junto con Miranda (arriba a la izquierda) y el resto de las lunas interiores de Urano.

S/2025 U 1 es el decimocuarto miembro conocido de las lunas interiores de Urano, que son pequeñas lunas que orbitan en el interior de las cinco lunas más grandes del planeta (Miranda, Ariel, Umbriel, Titania y Oberón). S/2025 U 1 sigue una órbita casi circular alrededor del plano ecuatorial de Urano, a una distancia de 56,250 kilómetros del centro del planeta con un período orbital de 9.6 horas (0.402 días).  S/2025 U 1 se encuentra fuera del borde del sistema de anillos internos de Urano, entre las órbitas de Ophelia y Bianca. La órbita casi circular de S/2025 U 1 sugiere que se formó cerca de su ubicación actual, según la descubridora Maryame El Moutamid. 